# Lista ducilor de Brabant
Ducatul Brabant a fost edificat în mod formal în 1183/1184. Titlul de "duce de Brabant" a fost creat de către împăratul Frederic I Barbarossa în favoarea duceșlui Henric I, fiul lui Godefroi al III-lea de Leuven (care era la acea vreme duce de Lotharingia). Ducatul de Brabant fusese un titlu de noblețe feudală de când exista, din 1085/1086 titlul de landgraf de Brabant. Acesta fusse un fief imperial acordat contelui Henric al III-lea de Leuven la puțină vreme după moartea precedentului conte de Brabant, contele palatin Herman al II-lea de Lotharingia din 20 septembrie 1085. Deși comitatul respectiv era destul de redus teritorial (fiind limitat la teritoriul dintre râurile Zenne și Dender) numele său a fost aplicat întregii țări aflate sub controlul ducilor începând din secolul al XIII-lea. În 1190, după moartea lui Godefroi al III-lea, Henric I a devenit și el duce de Lotharingia. Aplicat fostei Lotharingia Inferioară, acest titlu era acum practic fără autoritate teritorială, însă a fost purtat de către ducii ulteriori de Brabant ca titlu onorific.
În 1288, ducii de Brabant au devenit de asemenea duci de Limburg. Titlul a trecut asupra ducilor de Burgundia în 1430. Ulterior, el a trecut alături de moștenirea burgundă până la Revoluția Franceză, cu toate că partea nordică a teritoriului brabantin era de fapt guvernată de către Republica Olanda de-a lungul secolelor al XVII-lea și al XVIII-lea.

## Casa de Leuven

Blazonul conților de Leuven

Blazonul ducilor de Brabant și Limburg

Blazonul ducilor de Burgundia din Brabant

Conți de Leuven, de Bruxelles și landgrafi de Brabant:
- Henric al III-lea (1085/1086–1095); deja conte de Leuven și Bruxelles din 1078.
- Godefroi I (din 1095)

Conți de Leuven, de Bruxelles, landgrafi de Brabant, margrafi de Anvers și duci de Lotharingia:
- Godefroi I (1106–1139), numit duce în 1106
- Godefroi al II-lea (1139–1142)
- Godefroi al III-lea (1142–1190)

Duci de Brabant și duci de Lothier:
- Henric I (1190–1235), deja duce de Brabant din 1183/1184
- Henric al II-lea (1235–1248)
- Henric al III-lea (1248–1261)
- Henric al IV-lea (1261–1267)

Duci de Brabant, de Lothier și de Limburg:
- Ioan I (1267–1294)
- Ioan al II-lea (1294–1312)
- Ioan al III-lea (1312–1355)
- Ioana (1355–1406)

## Casa de Valois(deBurgundia)
Duci de Brabant, de Lothier și de Limburg:
- Anton de Brabant (1406–1415)
- Ioan al IV-lea de Brabant (1415–1427)
- Filip I de Saint-Pol (1427–1430)
- Filip al II-lea cel Bun (1430–1467), de asemenea duce de Burgundia, ca Filip al III-lea
- Carol I Temerarul (1467–1477), de asemenea duce de Burgundia
- Maria (1477–1482), de asemenea ducesă de Burgundia

## Casa de Habsburg
- Maximilian (regent, 1482–1494), de asemenea împărat romano-german
- Filip al III-lea (1494–1506), de asemenea rege al Castiliei, ca Filip I
- Carol al II-lea (1506–1555), de asemenea împărat romano-german sub numele de Carol al V-lea (Carol Quintul) și rege al Spaniei sub numele de Carol I
- Filip al IV-lea (1555–1598), de asemenea rege al Spaniei, ca Filip al II-lea

uzurpat de Francisc de Anjou (Valois) (1582–1584)
- infanta Isabella Clara Eugenia și Albert (1598-1621), de asemenea arhiduce de Austria
- Filip al V-lea (1621-1665), de asemenea rege al Spaniei, ca Filip al IV-lea
- Carol al III-lea (1665-1700), de asemenea rege al Spaniei, sub numele de Carol al II-lea
- Filip al VI-lea (1700-1706), de asemenea rege al Spaniei, ca Filip al V-lea
- Carol al IV-lea (1706-1740), de asemenea împărat romano-german sub numele de Carol al VI-lea
- Maria Terezia și Francisc I (1740-1780), de asemenea împărați romano-germani, ca Maria Terezia și Francisc al II-lea
- Iosif I (1780-1789), de asemenea împărat romano-german ca Iosif al II-lea
- Leopold I (1790-1792), de asemenea împărat romano-german ca Leopold al II-lea
- Francisc al II-lea (1792-1794), de asemenea împărat romano-german ca Francisc al II-lea